# John D. MacDonald
John Dann MacDonald, född 24 juli 1916 i Sharon i Pennsylvania, död 28 december 1986 i Milwaukee i Wisconsin, var en amerikansk författare, känd för sina detektivromaner och thrillers. Bland hans mest kända verk är en serie böcker om detektiven Travis McGee, samt romanen The Executioners (på svenska Illdåd planeras) som filmats två gånger med titeln Cape Fear (svenska titlar Farlig främling (1962) och Cape Fear (1991)). MacDonald har mottagit Grand Master Award från Mystery Writers of America. 
MacDonald föddes i Sharon, Pennsylvania 1916 och flyttade med familjen till Utica, New York vid tio års ålder. Efter att ha hoppat av studier vid Wharton School vid University of Pennsylvania arbetade han ett tag innan han studerade vid Syracuse University och tog sedan Master of Business Administration-examen vid Harvard University. Under andra världskriget tjänstgjorde han i armén. Efter kriget började han få noveller  publicerade i detektiv-, western- och science fiction-tidskrifter. Hans första roman, The Brass Cupcake, publicerades 1950. 1964 utkom The Deep Blue Good-by, den första av 21 romaner med detektiven Travis McGee, vilka samtliga har en färg i titeln. McGee har porträtterats på film av Rod Taylor i Darker Than Amber (1970) och av Sam Elliott i TV-filmen Travis McGee (1983).
MacDonald avled vid 70 års ålder den 28 december 1986 i Milwaukee, Wisconsin efter komplikationer från en hjärtoperation.